# Oskar Gabel

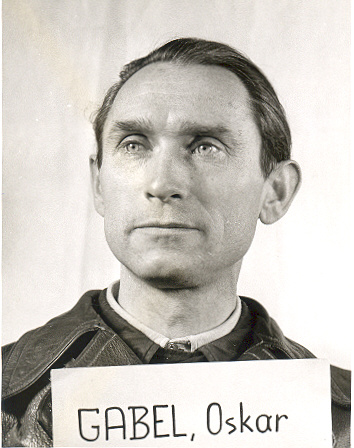
Oskar Gabel als Zeuge bei den Nürnberger Prozessen

Oskar Gabel (* 11. Februar 1901 in Annen bei Witten; † 19. Dezember 1988 in Langen (Hessen)) war ein deutscher Staatsbeamter und Wirtschaftsfunktionär. Er war Mitglied der NSDAP und der SS, zuletzt als Obersturmbannführer.

## Leben und Wirken

### Schule, Ausbildung und frühe Berufszeit
Oskar Gabel war der Sohn des preußischen Eisenbahn-Oberinspektors Oskar Gabel und dessen Ehefrau Adele, geb. Kattwinkel. Er besuchte die Humboldt-Oberrealschule in Essen und absolvierte danach eine Ausbildung zum Bergassessor im Staatsdienst. Von 1921 bis 1926 studierte er an der Bergakademie Clausthal; 1927 wurde er zum Bergreferendar und 1930 zum Bergassessor ernannt. Eine Übernahme in den preußischen Staatsdienst erfolgte jedoch nicht. Von 1930 bis Mitte 1932 war Gabel – unterbrochen durch eine kurze Anstellung bei der Internationalen Hygiene-Ausstellung in Dresden – weitgehend arbeitslos. Erst im Sommer 1932 erhielt er eine feste Anstellung als Hilfsassistent der Werksdirektion der Zeche Victoria (Lünen).

### Beschäftigung in der Parteiorganisation nach Eintritt in NSDAP und SS
Gabel gehörte früh dem rechten Lager an. 1919 war er Mitglied in einem Freikorps. 1932 bekannte er sich zur Deutschnationalen Volkspartei. Unter dem Eindruck der anhaltenden Wirtschaftskrise und seiner eigenen Arbeitslosigkeit wählte er im Januar 1933 erstmals die NSDAP. Zum 1. April 1933 trat er der Partei bei (Mitgliedsnummer 1.584.383). Im November 1933 wurde er Mitglied der SS (SS-Nummer 246.770), bei der er 1942 zum SS-Obersturmbannführer (gleichwertig einem Oberstleutnant) befördert worden ist. Im März 1934 holte ihn Paul Pleiger, der Gauwirtschaftsberater des Gaues Westfalen-Süd, als Sachbearbeiter für Bergbaufragen in die NSDAP-Kreisleitung Bochum. Im Dezember 1934 zog ihn Hitlers Wirtschaftsbeauftragter Wilhelm Keppler zur Mitarbeit an der „Sonderaufgabe Deutsche Rohstoffe“ heran, die Keppler im November 1934 von Hitler übertragen worden war. Nach der Auflösung von Kepplers Büro sorgte Paul Pleiger dafür, dass Gabel Arbeit im soeben gegründeten Amt für deutsche Roh- und Werkstoffe fand, das – unter Missachtung des eigentlich zuständigen Reichswirtschaftsministeriums (RWM) – die staatlich verordnete Aufrüstung der Wehrmacht gegenüber der Privatwirtschaft durchsetzte. Ab Oktober 1936 war Gabel als Referent für Erzbergbau in Paul Pleigers Hauptreferat für Metalle tätig, das die deutsche Montanindustrie unter massiven Druck setzte, die inländische Eisenerzförderung im Rahmen des kriegsvorbereitenden Vierjahresplans erheblich zu steigern.

### Steiler Aufstieg im Reichswirtschaftsministerium
Nach schweren Kompetenzkonflikten mit dem Beauftragten für den Vierjahresplan, Hermann Göring, traten Ende 1937 Reichswirtschaftsminister Hjalmar Schacht und der Leiter der Bergbauabteilung im Reichswirtschaftsministerium (RWM), Oberberghauptmann Heinrich Schlattmann, zurück. Schachts Nachfolger Göring löste das Rohstoffamt im Februar 1938 auf und verschmolz dessen Kompetenzen mit dem RWM. Im Kern war dies eine Übernahme des RWM durch die Partei. Die Leitung der Bergbauabteilung des RWM erhielt Oskar Gabel, der zugleich zum Ministerialrat befördert wurde. Der eigentlich für diesen Dienstrang vorgesehene Oberbergrat Dr. Alfred Stahl gab später an, seine eigene Beförderung habe sich um zwei Jahre verzögert, „da die für mich bewilligte Stelle zunächst einem aktiven Parteigänger zugewiesen wurde.“ Erst Gabels Beförderung zum Ministerialdirigenten ermöglichte 1939 Stahls Aufstieg. 1941 erhielt Gabel dann den Titel Oberberghauptmann. Die Kompetenzen des Leiters der obersten Bergbaubehörde im Deutschen Reich waren 1938 allerdings beschnitten worden. Gabel leitete keine Hauptabteilung wie seine Vorgänger, sondern er unterstand Hermann von Hanneken, dem Leiter der Hauptabteilung II (Bergbau, Eisen- und Stahlerzeugung, Energiewirtschaft) im RWM. Zudem musste sich Gabel mit konkurrierenden Machtansprüchen anderer abfinden, etwa der Pleigers als Vorsitzendem der Reichsvereinigung Kohle oder der des Rüstungsministers Albert Speer. Als oberster Bergbeamter gehörte der Oberberghauptmann kraft Amtes den Aufsichtsräten zahlreicher staatlicher Montanbetriebe, wie etwa der Reichswerke Hermann Göring, an. Ab 1944 war Gabel Teil eines der düstersten Kapitel deutscher Geschichte: Er betätigte sich als ständiges Mitglied im Arbeitsstab für die Untertage-Verlagerung der deutschen Rüstungsindustrie, bei der Tausende SS-Häftlinge umkamen. Sein Vertreter war bis 1944 der Ministerialdirigent Curt Pasel.

### Entnazifizierung als Mitläufer
Die US-Behörden verhafteten Gabel am 23. August 1945 und hielten ihn in Dachau, Nürnberg, Darmstadt und Neustadt (Hessen) in Internierungshaft. Im Nürnberger Prozess wurde er von Robert Kempner befragt und sagte er als Zeuge aus. Die Anklagebehörde in seinem eigenen Spruchkammerverfahren beantragte am 13. Februar 1948 seine Einreihung in die Gruppe der Hauptschuldigen, rückte aber von ihrer Forderung „im Interesse des deutschen Wiederaufbaus“ im April 1948 wieder ab. Gabel verteidigte sich vor der Lagerspruchkammer Neustadt (Hessen) mit der Behauptung, „dass die Partei keinen Einfluss auf meinen Aufstieg hatte“. Auch habe er bei seiner „Arbeit nicht an Autarkie gedacht“ und bei der SS lediglich eine „sportliche Betätigung“ gesucht und gefunden. Der niedersächsische Finanzminister Georg Strickrodt (CDU), der selbst bis 1945 als Pleigers rechte Hand galt, entlastete Gabel mit der Aussage, dieser sei ihm „nie als ein Mann der NSDAP oder gar der SS erschienen, sondern als ein Idealist aus den Reihen der Jugendbewegung.“ Die Spruchkammer folgte willig dieser fragwürdigen Argumentation. Vor allem wegen Strickrodts Aussage wurde Gabel 1948 als Mitläufer eingestuft. Über seinen weiteren Lebensweg ist nur bekannt, dass er einige Jahre lang Geschäftsführer der Deutschen Schachtbau- und Tiefbohrgesellschaft GmbH in Lingen war.

## Schriften
- Kohle an der Ruhr: eine Bilderfolge mit erzählendem Text, 1936. (zusammen mit Max Burchartz, Walter Witzel und Edmund Stams)